# Генерал горных войск

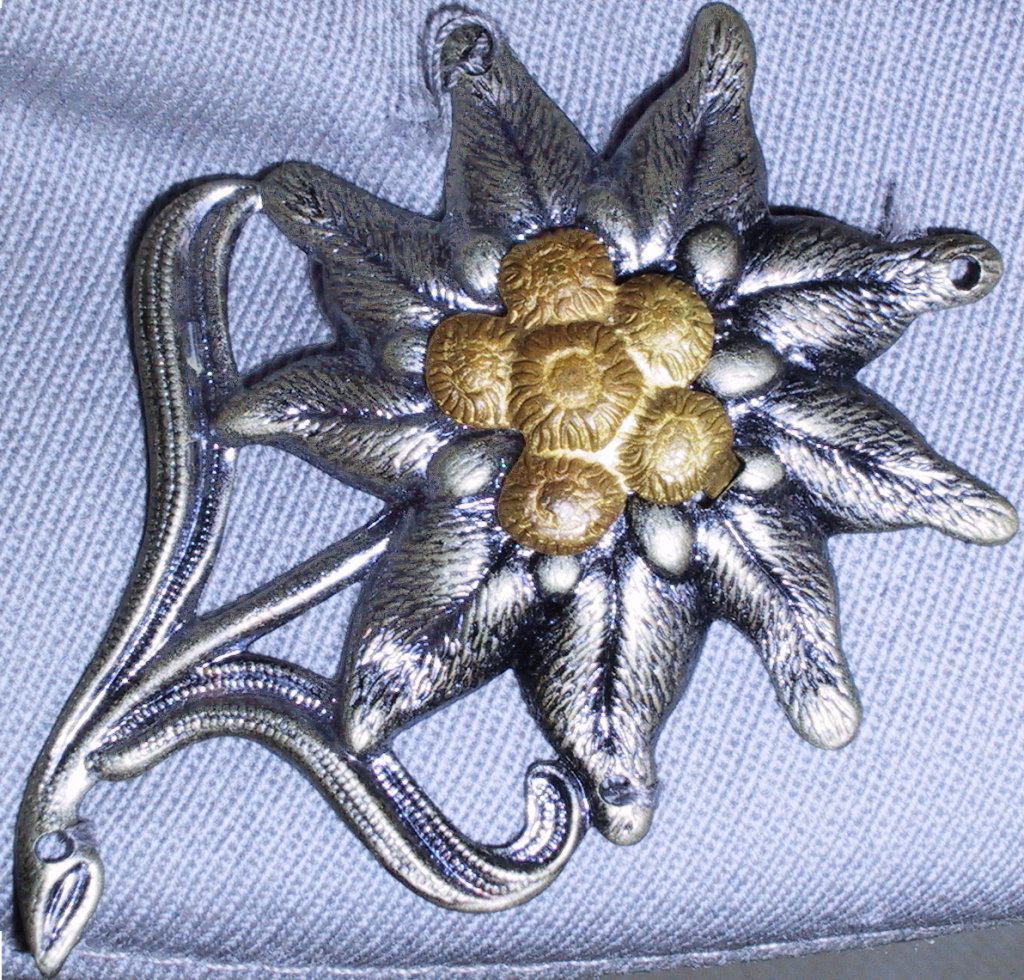
Эдельвейс — символ горных стрелков вермахта

Генерал горно-пехотных войск (нем. General der Gebirgstruppe) — воинское звание генеральского состава, существовавшее в вермахте с 1940 по 1945.

## Положение о звании
Звание генерала горно-пехотных войск находилось по старшинству между званиями генерал-лейтенанта и генерал-полковника.
Входило в группу воинских званий «генерал рода войск», и соответствовало следующим званиям:
- Генерал пехоты;
- Генерал танковых войск;
- Генерал кавалерии;
- Генерал артиллерии;
- Генерал парашютных войск;
- Генерал авиации;
- Генерал зенитных войск;
- Генерал войск связи.

В войсках СС звание генерала горно-пехотных войск соответствовало званию СС-Обергруппенфюрер и генерал Ваффен-СС.

## Список генералов горно-пехотных войск Германии
- Франц Бёме (1885—1947) (покончил жизнь самоубийством);
- Эдуард Дитль (1889—1944) (с 1 июня 1942 года — генерал-полковник, погиб в авиакатастрофе 23 июня 1944 года);
- Карл Эгльзер (1890—1944) (погиб в авиакатастрофе 23 июня 1944 года);
- Валентин Фюрштейн (1885—1970)
- Георг Риттер фон Хенгль (1897—1952)
- Фердинанд Йодль (1896—1956)
- Рудольф Конрад (1891—1964)
- Ханс Крейсинг (1890—1969);
- Людвиг Кюблер (1889—1947) (казнён в Югославии);
- Хуберт Ланц (1896—1982);
- Юлиус Рингель (1889—1967);
- Фердинанд Шёрнер (1892—1973) (с 1 апреля 1944 года — генерал-полковник, с 4 апреля 1945 года — генерал-фельдмаршал);
- Ганс Шлеммер (1893—1973)
- Ганс Карл Максимилиан фон Ле Сьюр (1898—1954)
- Курт Ферзок (1895—1963)
- Эмиль Вогель (1894—1985)
- Фридрих-Йобст Волькамер фон Кирченшиттенбах (1894—1989)
- Август Винтер (1897—1979)

## Галерея

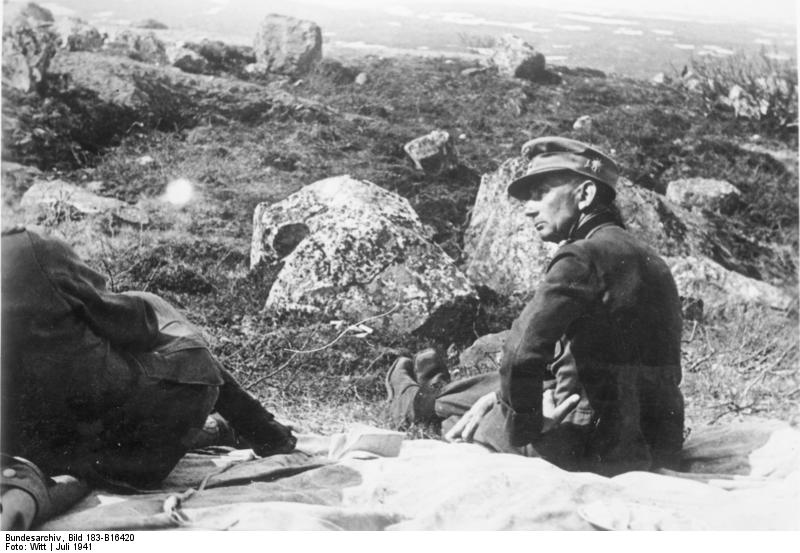
Генерал горно-пехотных войск Эдуард Дитль в России (1941)
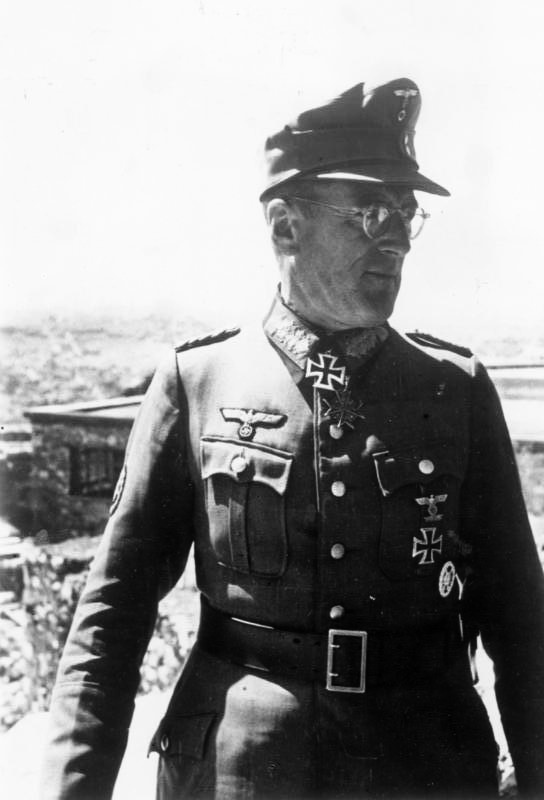
Генерал горно-пехотных войск Фердинанд Шёрнер в Греции (1941)
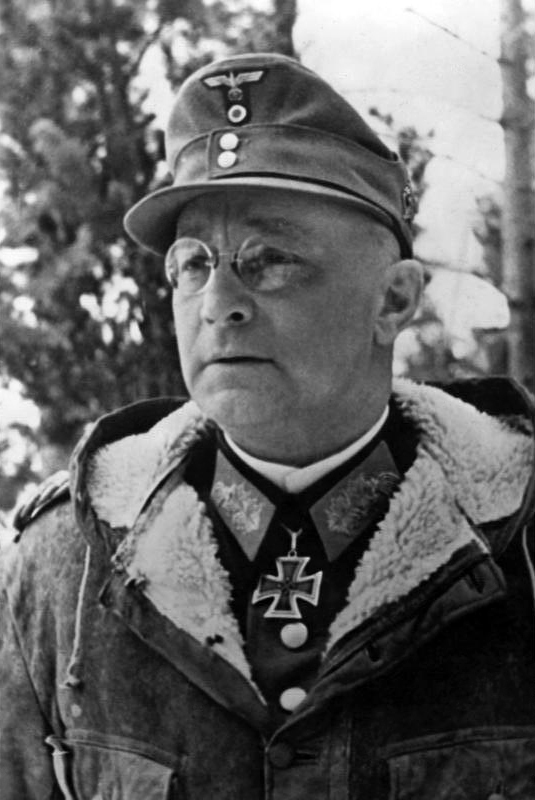
Генерал горно-пехотных войск Франц Бёме в Лапландии (Финляндия) (1943)